# Mongolisk ponny
Den mongoliska ponnyn en hästras från Mongoliet som troligen är en av världens äldsta hästraser och en så kallad ferustyp. Ferustyper kallas de hästar som är direkt ättling till den mongoliska vildhästen Przewalski. Den mongoliska ponnyn räknas därför som en av de fyra basraser från vilka dagens moderna hästraser utvecklats. Typen hos ponnyerna varierar mellan de olika områdena i Mongoliet men den mest framträdande typen av ponny är ganska liten men ponnyerna är förvånansvärt starka och kan bära vuxna män genom torra och heta öknar. Mongolerna själva menar att denna ras inte alls är en ponny utan en miniatyrhäst. 

## Historia

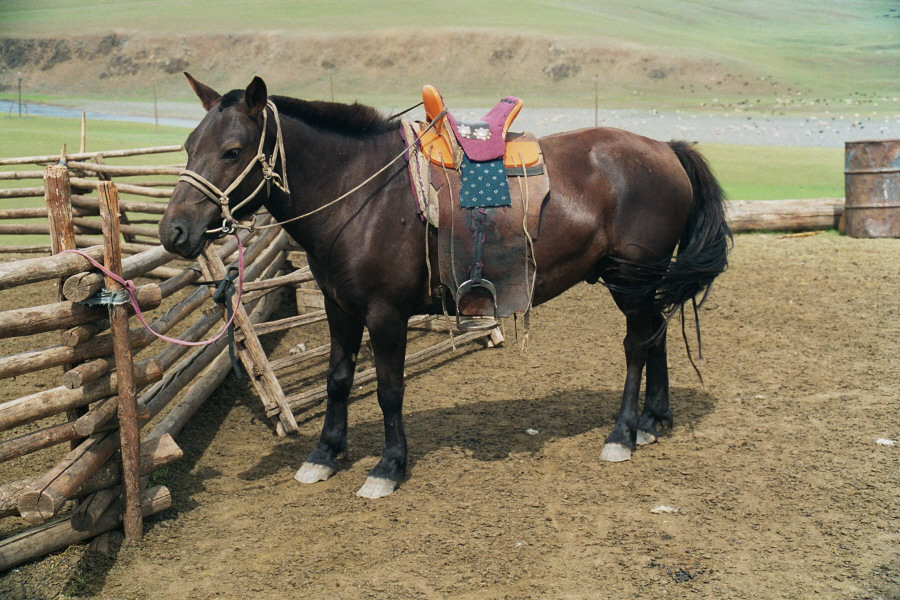
De mongoliska ponnyerna används främst som pack- och riddjur i arbete.

Den mongoliska ponnyn är en av världens äldsta hästraser och en direkt ättling till den primitiva mongoliska vildhästen, Przewalskihästen, en av de första hästarna. Exakt hur den mongoliska ponnyn utvecklades är okänt då det inte finns några dokumentationer om avel i Mongoliet, men däremot finns det dokumentationer om själva rasen som är daterade till år 2000 f Kr. Men den mongoliska ponnyn användes bland annat under mongolernas erövringståg och även av Djingis Khan.
Den mongoliska ponnyn föddes upp av olika nomadstammar och utvecklades till olika typer, beroende på vilken miljö de föddes upp i. Den typ som anses vara den bästa kallas Wuchumutsin och föds upp i de bördigare regionerna där betet är bättre. Den vanligaste typen är dock de mongoliska ponnyerna som föds upp i Gobiöknen. 
De mongoliska ponnyerna har under århundraden använts för att utveckla andra hästraser runt om i Asien och i Indonesien. Många ponnyer runt Himalaya, i Indien och på de indonesiska öarna visar stora likheter med den mongoliska ponnyn. Även kinesiska och japanska ponnyraser har utvecklats med hjälp av de mongoliska ponnyerna. Genom Storbritanniens kolonisering korsades många mongoliska ponnyer med arabiska fullblod för att få fram snabba poloponnyer när sporten började bli populär. Även Holländarna korsade ponnyerna med araber som de sedan förde till de indonesiska öarna. 
I Mongoliet har ponnyerna mest använts som packdjur för nomadfolken. Herdar som håller kameler vaktar oftast sina hjordar till häst och den mongoliska ponnyn klarade av att bära vuxna män under en hel dag även de torraste och varmaste dagarna. Men efter istiden har inte ponnyerna använts lika mycket bland mongolerna. 
Efter polons genombrott har även mongolerna använt ponnyn inom hästpolo. Kapplöpningar har även varit populärt i flera hundra år hos mongolerna men istället för en bana så tävlade man mot varandra över distanser så långa som 30–65 km över tuff terräng. En del exemplar finns även i djurparker i bland annat Kina och Ryssland, detta för att bevara ponnyn som är utrotningshotad, trots att det finns över 3 miljoner hästar i Mongoliet. Men de mongoliska ponnyerna har även använts som köttdjur och för att producera mjölk.

## Egenskaper

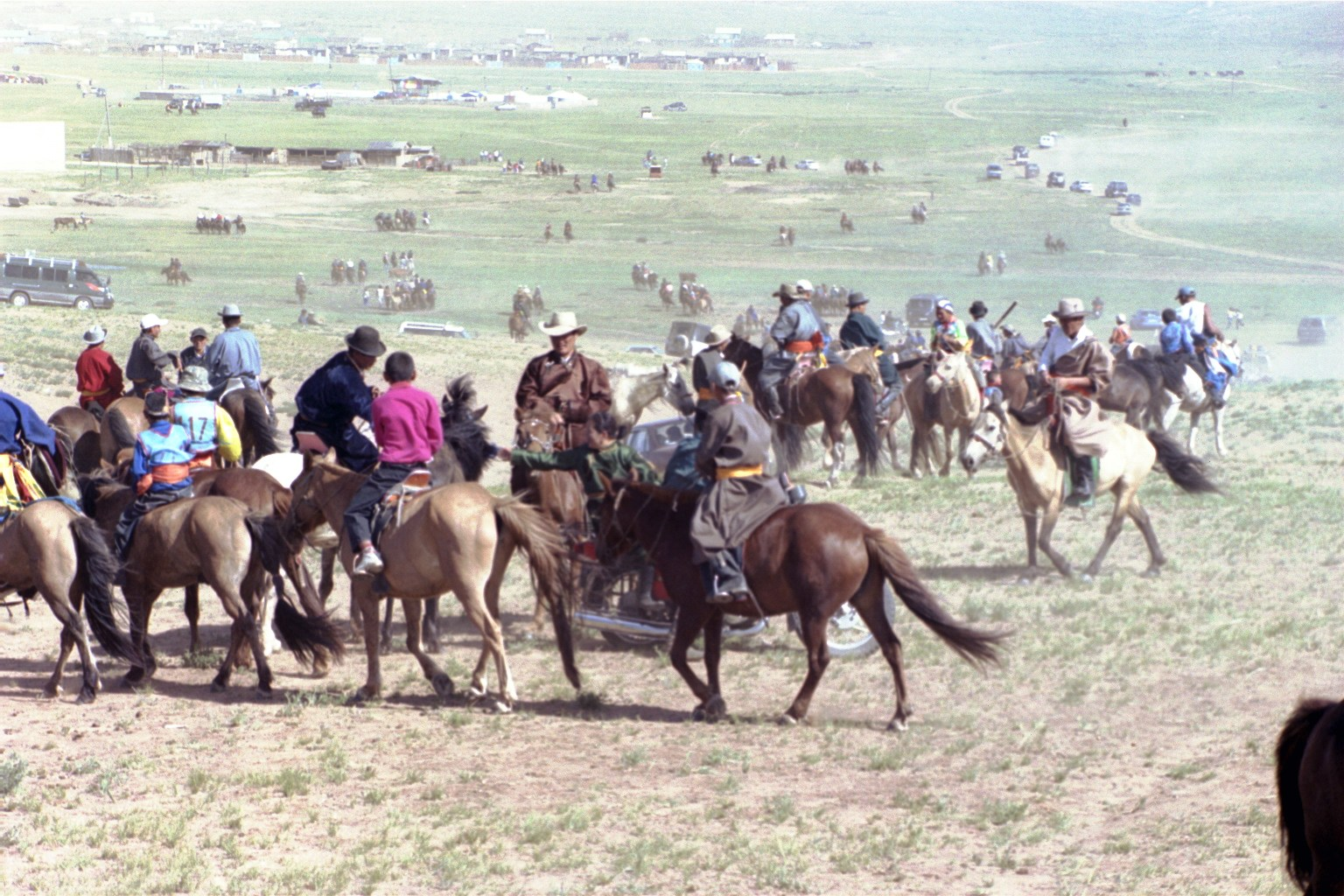
I Nadaam träffas man ofta för att prata om sina hästar och för att kapplöpa med sina mongoliska ponnyer

Den mongoliska ponnyn är väldigt primitiv i utseendet med ett kraftigt och ganska tungt, stort huvud, ett arv från Przewalskihästarna. Men typerna varierar kraftigt mellan de olika områdena i landet. Det finns idag fyra officiella typer av den mongoliska ponnyn som vanligtvis beskrivs som skogs- bergs- stäpp- och Gobityper. 
Skogstypen som även kallas Wuchumutsin anses vara den bästa då den även är något större än de andra ponnyerna med en mankhöjd på cirka 132 cm. Skogstypen är även kraftigare och är bäst lämpad som pack- eller transportdjur. Bergstypen är något mindre och blir ungefär 130 cm i mankhöjd. Dessa hästar är ofta skäckfärgade. Stäpptypen är den vanligaste typen, oftast beskriven som en liten halvblodshäst. Dessa hästar är lika stora som bergstypen men större ponnyer finns även, bland annat på grund av uppfödare som korsat ponnyerna med större Donhästar och ryska travare. Stäpptyperna har den bästa byggnaden för att användas som ridhästar. De ponnyer som föds upp i Gobiöknen är mindre men desto uthålligare och har vanligtvis en ganska ljus färg. Ökentypen används, till skillnad från de andra typerna, aldrig till att producera mjölk. 

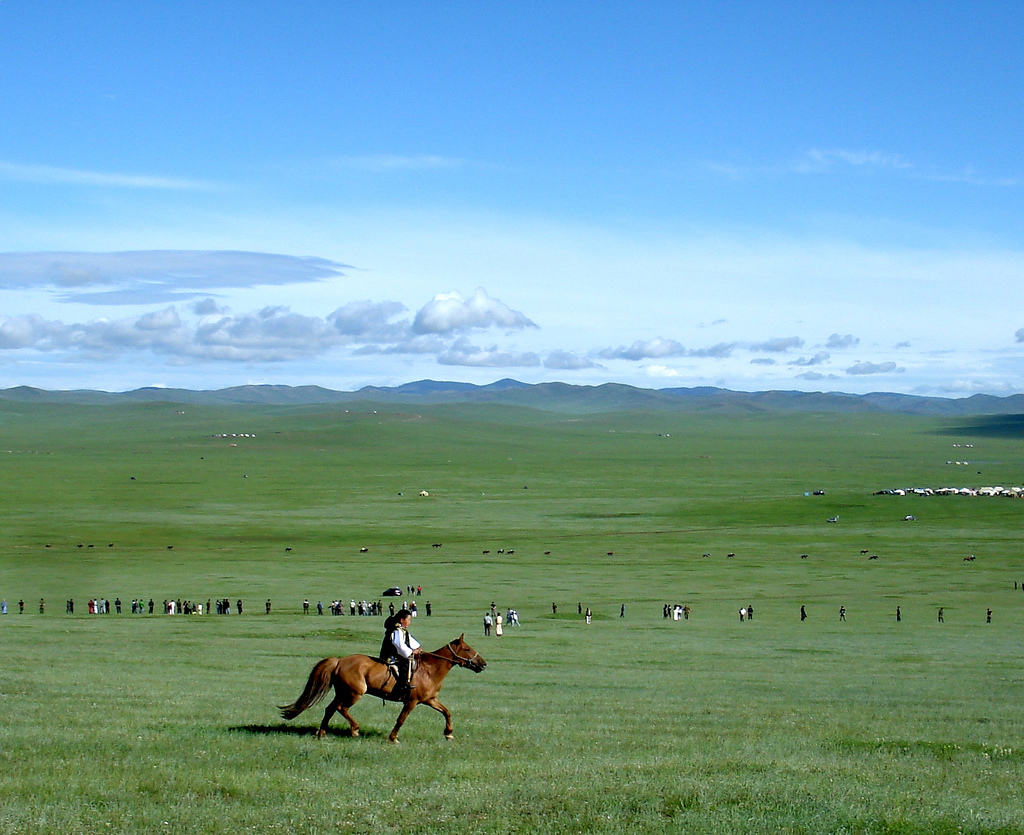
Oftast är det barn som rider löpen som kan vara upp till 65 km långa.

Gemensamt för alla de mongoliska ponnyerna är att de ärvt sin förfäders primitiva styrka och uthållighet och en mongolisk ponny kan avverka cirka 80–95 km på en dag och sträckor på 190 km kan avverkas utan vila i svår terräng. Ponnyerna har oftast ganska yvig man och svans och väldigt starka ben med hårda hovar. Den vanligaste färgen är den primitiva blacka färgen med ål (mörk rand längs ryggraden) och zebratecken på benen. Men många andra färger existerar hos denna ras. En del ponnyer innehar en extra gångart, en mjuk passgång som gör dem ännu mer lämpade för ridning då denna gångart är mycket bekväm för ryttaren. 
I Mongoliet finns halvvilda hjordar med mongoliska ponnyer och de tama hästarna strövar även de omkring fritt i stora hjordar året runt i sådana extrema temperaturskillnader som 30 grader varma sommardagar och vintertemperaturer som kan sjunka ner till -40 grader. Detta gör att de mongoliska ponnyerna har utvecklats till att klara sig på lite mat och vatten och de är väldigt härdiga och sunda av naturen, men också gjort att många av de mongoliska ponnyerna är väldigt skygga och ibland aggressiva om de känner av hot mot sin flock. Detta är en stark instinkt från vildhästarna som ärvts från Przewalskin. Men den mongoliska ponnyn är lugn och modig i temperamentet och de tama hästarna är lojala och arbetsvilliga. Ponnyerna är säkra på foten men kan vara svårridna då många mongoliska hästar inte tränas i olika gångarter. De mongoliska ponnyerna föredrar att galoppera. De tränas även att fortsätta springa i kapplöpningar, även om ryttaren ramlar. Oftast är det barnen som rider loppen då de är lättare.